# Перлис (штат)
Перлис (малайск. Perlis Indera Kayangan / يرلس) — штат в Малайзии.

## Общие сведения
Перлис — один из 13 штатов, самый маленький в Малайзии. Государственное устройство — раджанат (конституционная монархия). Глава государства носит титул раджа. Нынешний глава государства — раджа Сайед Сираджуддин.
Площадь штата составляет 795 км². Численность населения — 204 450 человек (на 2000 год). Плотность населения — 257 чел./км². Малайцы составляют большинство среди жителей Перлиса (78 %), китайцев — 17 %, около 2 % индийцев. Городских жителей — 34,3 %. Главный город штата — Кангар. Среди других городов можно назвать Паданг Бесар и Куала Перлис.
Основой экономики штата Перлис являются сельское хозяйство и рыболовство.

## География
Перлис расположен в Западной Малайзии, на крайнем северо-западе полуострова Малакка. На севере и северо-востоке граница Перлиса является также границей между Малайзией и Таиландом. На юге и юго-востоке Перлис граничит с малайзийским штатом Кедах. На западе он омывается водами Индийского океана.

## История
В прошлом Перлис являлся частью княжества Кедах. В 1821 году Кедах был захвачен Сиамом (тогда так назывался Таиланд). В 1826 году, между Англией, укрепившейся тогда на юге Малайского полуострова, и Сиамом было заключено соглашение, по которому новая граница стала международно признанной. Султан Кедаха Ахмад, более 12 лет сопротивлявшийся власти Сиама, вынужден был подчиниться. За это время на части территории Кедаха образовалось новое княжество — Перлис, во главе которого в 1843 г. с титулом «раджа» встал внук Ахмада, Сайед Хуссаин. В 1909 году Сиам вынужден был отказаться от Перлиса и Кедаха в пользу Англии, и Перлис в 1910 г. становится британским протекторатом. Во время Второй мировой войны англичане были изгнаны из Перлиса в 1942 г. японскими войсками, которые в 1943 г. передали это княжество Сиаму. Однако после войны Перлис был возвращён под английское господство.
В 1957 году Перлис вошёл в состав Малайской Федерации, а в 1963 году — в состав Малайзии.

### Раджи Перлиса из рода Джамал ал-Лаил
- 1843—1873 гг. Сейид Хуссайн
- 1873—1887 гг. Сейид Ахмад ибни Сейид Хуссайн, сын предыдущего
- 1887—1905 гг. Сейид Сафи, внук Сейид Ахмада
- 1905—1943 гг. Сейид Алва ибни Сейид Сафи, сын предыдущего
- 1943—1945 гг. Сейид Хамза, младший брат предыдущего
- 1945—2000 гг. Сайед Путра ибни Сайед Хассан, правнук Сейида Сафи
- С 2000 г. Сайед Сираджуддин ибни Сайед Путра, сын предыдущего